# Trap Nation
Trap Nation là một kênh YouTube quảng cáo âm nhạc Hoa Kỳ có trụ sở tại Los Angeles về Future bass, Chill và nhạc dance điện tử.
Trap Nation đang đóng vai trò là kênh hàng đầu của mạng lưới The Nations, bao gồm các kênh Chill Nation, Bass Nation, Rap Nation, Indie Nation, R&B Nation, House Nation và Latin Nation.
Tính đến Tháng 2 năm 2018, The Nations đang là kênh mạng lưới âm nhạc lớn nhất lớn nhất trên YouTube với hơn 30 triệu lượt đăng ký. Kênh hàng đầu, Trap Nation, hiện đang đứng thứ 33 trong số những kênh được đăng ký nhiều nhất trên YouTube.

## Tranh cãi về vấn đề thay đổi logo
Vào ngày 4 tháng 10 năm 2019, Trap Nation đã thay đổi logo của họ để làm mới lại nhãn hiệu. Một thông báo từ người sáng lập kênh đã xuất hiện trên các bình luận của các video âm nhạc mới đăng có xuất hiện video mới. Người sáng lập này muốn tránh khỏi hình ảnh "tai thỏ" mang tính biểu tượng và thử một hình ảnh đơn giản, kiểu hành tinh. Quyết định này đã gây ra sự phản ứng dữ dội từ cộng đồng mạng, những người nói rằng logo mới không có sức phản ứng và logo cũ mới chính là biểu tượng của Trap Nation.